# Joan Montalà
Joan Montalà (Valls, 1927 - Barcelona, 18 de enero de 1999) fue un poeta y eclesiástico español.
Se formó en el Seminario de Tarragona y completó sus estudios en las universidades de Comillas y de Madrid. Trabajó en la curia del Arzobispado de Tarragona. Empezó a trabajar la poesía ya en la etapa madura de su vida. Esto no le impidió recibir premios como el Carles Riba de Poesía o el Ribas i Carreras.